# ヴァイオリン弾き (ホントホルスト)
『ヴァイオリン弾き』（ヴァイオリンひき、蘭: Vioolspeelster、英: The Violin Player）は、オランダ絵画黄金時代の画家ヘラルト・ファン・ホントホルストが1626年にキャンバス上に油彩で制作した絵画である。画面上部右側に「GHonthorst. fe. i626」という画家の署名と制作年が記されている。作品は1995年に寄贈されて以来、デン・ハーグのマウリッツハイス美術館に所蔵されている。

## 作品
17世紀の初めには何人かのオランダの画家がイタリアに旅行し、生々しい写実、光の影の劇的な対比「キアロスクーロ」で一世を風靡した巨匠カラヴァッジョに感化された。ホントホルストもその1人で、故郷のユトレヒトに帰郷した1620年以降、カラヴァッジョとその追随者の間で人気の高かった音楽家の半身像を数多く描いた。イタリアで彼は「ゲラルド・デッレ・ノッティ (夜景のヘラルト)」という名で知られていたが、帰郷して6年後に制作された本作は、煌々と照らされたヴァイオリン弾きの背景の暗さにホントホルストの好みである夜の雰囲気が感じられる。
カラヴァッジョとその追随者たちの音楽家の半身像は、しばしばエロティックな面を持つが、それは本作にもあてはまる。画面ではヴァイオリンを奏でながら、若い娘が頬を赤らめ、誘うような笑みを浮かべて鑑賞者を見ている。彩り豊かな衣装を纏った彼女は片方の肩を露わにした姿であり、弓を持つ手の陰になっている胸元もむきだしである。頭部に付けられた羽根飾りにも意味が込められており、17世紀には虚栄と欲望を象徴した。今日では高尚な楽器と見なされるヴァイオリンも、当時はその反対にあやしげな評判が付きまとい、下層の人々の用いるものとされた。
ホントホルストは、斜めに構えられたヴァイオリンと奏者の両手を細心の注意を払って描いている。両手は手前に突き出しているように見え、空間の奥行きを強く感じさせる。また、日々の労働から荒れて赤らんだ手を肩から胸元の白い肌と対比させることによって、実物と見紛うばかりの迫真性が生まれている。肌の色合いのこうした写実性も、ホントホルストがカラヴァッジョから学んだものである。
ちなみに女性がヴァイオリンを顎の下ではなく、胸にあてがっているのは当時奏法を正しく伝えている。弓の持ち方は親指を弓の毛に添えるいわゆる「フレンチ・グリップ」で、人気の高かった舞踏曲を奏でる時によく使われた。